# Charles Myara
Charles Myara (Rio de Janeiro, 18 de setembro de 1959) é um ator, dublador, produtor e diretor brasileiro, mais conhecido por ter feito o palhaço Bozo no SBT, de 1982 até 1985. É cônjuge da figurinista Helena Myara e pai do dublador Hugo Myara, Julia Myara e Lucca Myara. Atualmente, interpreta o personagem Theobaldo no programa infantil do Gloob: Detetives do Prédio Azul.

## Filmografia

### Televisão
| Ano           | Título                             | Papel                                     | Nota |
| ------------- | ---------------------------------- | ----------------------------------------- | --- |
| 2017          | Era uma Vez uma História           | Gonçalves Ledo                            | |
| 2016-presente | Detetives do Prédio Azul           | Theobaldo Trons                           | |
| 2016          | Rock Story                         | Coronel Wellington                        | |
| 2014          | Milagres de Jesus                  | José                                      | |
| 2014          | Segunda Dama                       | Veríssimo                                 | |
| 2012          | Guerra dos Sexos                   | Chefe de Ulisses                          | |
| 2012          | Gabriela                           | Saad                                      | |
| 2011          | Vidas em Jogo                      | Delegado Mário                            | |
| 2010          | Alfavela                           | Valdemar                                  | |
| 2010          | Poder Paralelo                     | Promotor Valdir Cruz                      | |
| 2009          | Por Toda Minha Vida                | Rodrigo Santos                            | |
| 2009          | Viver a Vida                       | Advogado Benê                             | |
| 2009          | Caminho das Índias                 | Delegado                                  | |
| 2008          | Faça Sua História                  | Gerente de banco                          | |
| 2007          | Amazônia, de Galvez a Chico Mendes | Raimundo Doido                            | |
| 2006          | Cobras & Lagartos                  | Oficial de justiça                        | |
| 2006          | Malhação                           | Itamar                                    | |
| 2005          | Alma Gêmea                         | Técnico que examina as terras do Roseiral | |
| 2005          | A Diarista                         | Clodoaldo                                 | |
| 2004          | A Grande Família                   | Marido da Lurdinha                        | Episódio: Ah, meu pai! |
| 2004          | Senhora do Destino                 | Tenório Cavalcanti                        | |
| 2004          | Um Só Coração                      | Raul Bopp                                 | |
| 2003          | Chocolate com Pimenta              | Juca                                      | |
| 2002          | Esperança                          | Ajudante do delegado                      | |
| 2002          | Os Normais                         | Carlos                                    | Episódio de Mustafá e Romeu |
| 2001          | O Clone                            | Amigo de Edvaldo                          | |
| 1999          | Chiquinha Gonzaga                  | Saldanha                                  | |
| 1997          | Por Amor                           | Romeu                                     | |
| 1996          | O Mundo Mágico de Beto Carrero     |                                           | Criação e Direção Jayme Monjardim e Márcio Tavolari, exibido pela DirecTV em 1997 e, posteriormente, pela BAND em 1999 e SBT em 2000. |
| 1995          | A Idade da Loba                    | Bira                                      | |
| 1990          | A História de Ana Raio e Zé Trovão | Rudi                                      | |
| 1988          | Sassaricando                       | Joalheiro                                 | |
| 1986          | Whyski, Gelo e Cianureto           | Fernando (Teletema)                       | |
| 1986          | Lupulimplimclapatopo               |                                           | |
| 1982-1985     | Bozo                               | Bozo                                      | |
| 1978          | Ciranda, Cirandinha                | —                                         | um episódio |

### Cinema
| Ano  | Título                                    | Papel                       |
| ---- | ----------------------------------------- | --------------------------- |
| 2025 | D.P.A. 4 - O Filme                        | Mago Theobaldo Trons        |
| 2023 | Ninguém É de Ninguém                      | Bruxo Roudini               |
| 2022 | D. P. A. 3 - Uma Aventura no Fim do Mundo | Mago Theobaldo Trons        |
| 2018 | D.P.A. 2 - O Mistério Italiano            | Mago Theobaldo Trons        |
| 2018 | O Candidato Honesto 2                     | Deputado Washington Barroso |
| 2017 | D.P.A - O Filme                           | Mago Theobaldo Trons        |
| 2016 | Pelé: O Nascimento de uma Lenda           | Doctor Gosling              |
| 2014 | O Candidato Honesto                       | Deputado Washington Barroso |
| 2006 | O Cavaleiro Didi e a Princesa Lili        | Ministro Cornélius          |
| 1999 | O Trapalhão e a Luz Azul                  | Alfaiate                    |
| 1997 | O Que É Isso, Companheiro?                |                             |
| 1995 | Sombras de Julho                          |                             |
| 1992 | Kickboxer 3: The Art of War               | Milton                      |
| 1987 | Ratos Da Lei                              |                             |
| 1986 | Ópera do Malandro                         |                             |
| 1982 | Luz Del Fuego                             | Repórter                    |

### Como Diretor
| Título                |
| --------------------- |
| O Corretor - Corretor |
| Anjo ou Médico?       |
| Anna & Você           |

### Teatro
| Ano  | Título                                            |
| ---- | ------------------------------------------------- |
| 2023 | DPA - A Peça 2 - Um Mistério Musical em Magowood  |
| 2018 | DPA - A Peça - Um Mistério no Teatro              |
|      | A mandrágora (GRUPO TAPA)                         |
|      | Só Depende de Nós                                 |
|      | O Crápula Redimido                                |
| 1984 | Sem Soutien uma revista feminista                 |
|      | O Pequeno Dicionario Amoroso                      |
|      | Uma peça por outra (por Jean Tardieu, GRUPO TAPA) |
|      | Viúva, porém Honesta (GRUPO TAPA)                 |
|      | Solness, O construtor (GRUPO TAPA)                |
|      | PINÓQUIO (GRUPO TAPA)                             |
|      | CHOPES BERRANTES (Grupo Nós é que Bebemos)        |
| 1995 | JANGO                                             |
|      | Os Meninos Da Rua Paulo                           |

### Rádio
| Título               |
| -------------------- |
| Tá na Hora de Dormir |

### YouTube
| Ano             | Título |
| --------------- | ------ |
| 2021 - Presente |        |